# Boxing Vita Club
Pour les articles homonymes, voir BVC.
Cet article concerne la section boxe de L'Association sportive Vita Club. Pour les autres sections, voir Association sportive Vita Club (club omnisports).
Boxing Vita Club, communément V Club Boxe, est un club de boxe professionnel congolais fondé en 1976 et basé à Kinshasa en RD Congo. Le club est le département de boxe de l'AS Vita Club .
Une initiative du président Jean-Jacques Kande Dzambulate : les boxeurs de V Club s'entraînent dans l'enceinte de la permanence du club à Limete.

## Histoire
En 2021, le club achète la licence pour opérer sur le plan national et international lors d'une cérémonie à Kinshasa devant le président de la fédération congolaise de boxe, Ferdinand Ilunga Luyoyo et la présidente de coordination de V. Club, Bestine Kazadi ditabala qu'accompagnait Adolphe Katende, président de la section boxe de V.Club,,.

## Palmarès
- Championnats du Congo
  - Gagnants (1) :
    - Issa Kayembe (Poids lourd 2020)[6].
- Championnats d'Afrique de boxe amateur
  - Or
    - Peter Mpita Kabeji (Poids mi-lourds 2022 et 2023, poids lourds-légers 2024)

  - Bronze (1) :
    - Balo Matete (Poids lourds-légers 2022)

## Liste des boxeurs
| Issa Kayembe          | Poids lourds        | 2018 |
| Balo Matete           | Poids plume         | 2018 |
| Amuri Wawina          | Poids léger         | 2018 |
| Henock Abibo Tende    | Poids moyen         | 2018 |
| Tyson Popola          | Léger-lourd         | 2018 |
| Jeancy Tukiya         | Poids welter        | 2018 |
| Hassan Kabengela      | Poids super-welters | 2020 |
| Fretas Pembele        | Poids léger         | 2022 |
| Yves Biembe           | Poids moyen         | 2022 |
| Marcel Muntu Dikulowa | Poids plumes        | 2020 |
| Steve Kulenguluka     | Poids super-welters | 2021 |
| Peter Mpita Kabeji    | Poids lourds-légers | 2022 |
| Ibrahim Kabantu       | Poids léger         | 2020 |
| Mbaki Loango          | Poids mouches       | 2020 |
| Emmanuel Kunde        | Poids super-légers  | 2020 |

## Président
| Adolphe Katende | 2020- |